# Pizzo di Cassimoi
Pizzo di Cassimoi är en bergstopp i Schweiz.   Den ligger i distriktet Blenio och kantonen Ticino, i den sydöstra delen av landet, 130 km öster om huvudstaden Bern. Toppen på Pizzo di Cassimoi är 3 129 meter över havet, eller 288 meter över den omgivande terrängen. Bredden vid basen är 2,0 km.
Terrängen runt Pizzo di Cassimoi är huvudsakligen mycket bergig. Närmaste större samhälle är Biasca, 19,1 km söder om Pizzo di Cassimoi. 
Trakten runt Pizzo di Cassimoi består i huvudsak av gräsmarker. Runt Pizzo di Cassimoi är det glesbefolkat, med 15 invånare per kvadratkilometer.